# Tyler Joseph
Tyler Robert Joseph (Columbus, 1 de dezembro de 1988) é um cantor, compositor, multi-instrumentista, produtor de discos e rapper norte-americano. Tyler é o vocalista do duo musical Twenty One Pilots.

## Vida
Tyler nasceu em Columbus, Ohio, e cresceu com dois irmãos, Zack (também um cantor), Jay, e uma irmã, Madison. Sua mãe, Kelly, era professora de matemática na escola Olentangy Local School District(Condado de Delaware, Ohio) antes de ser nomeado treinador de basquete em 2013 na Olentangy Orange High School (Centro de Lewis, Ohio). Seu pai, Chris, também foi treinador na Worthington Christian High School (Worthington, Ohio) a partir de 1996 até 2005, e é um diretor de uma escola. Tyler jogou basquete desde muito jovem e passou a jogar de armador para a Worthington Christian. Em 2008, a equipe de basquete ficou em segundo lugar no torneio estadual da Divisão IV.
Depois de ver um compositor se apresentar em um clube da High Street, ele rejeitou uma oferta de basquete da Universidade Otterbein e começou a tocar música depois de encontrar um teclado velho em seu armário, um presente de Natal de sua mãe, e imitando melodias de rádio.

## Carreira

### Twenty One Pilots
Twenty One Pilots foi formado em 2009 na cidade de Columbus (Ohio). Inicialmente uma ideia de Tyler, ele eventualmente chamou seus amigos de uma escola secundária Nick Thomas e Chris Salih para formar uma banda. Ele veio com o nome da banda enquanto estudava All My Sons, de Arthur Miller, uma peça sobre um homem que deve decidir o que é melhor para sua família depois de causar a morte de Vinte e um Pilotos durante a Segunda Guerra Mundial, porque ele conscientemente enviou peças defeituosas para o bem de seus negócios. Tyler explicou que esta história de dilema moral foi a inspiração para o nome da banda. Em 29 de Dezembro de 2009, eles fizeram sua estreia, com o álbum Twenty One Pilots e começou uma turnê em Ohio. Seguido por seu segundo álbum, Regional at Best em 2011, que consistia apenas de Tyler e Josh.
O terceiro álbum do Twenty One Pilots, Vessel, foi lançado em 8 de janeiro de 2013.
O quarto álbum da banda, Blurryface, foi lançado em 17 de maio de 2015, dois dias antes da data de lançamento prevista. Tyler e o baterista Josh Dun embarcaram em duas turnês internacionais em 2015 e 2016: o Blurryface Tour e o Emotional Roadshow World Tour.
No 59th Annual Grammy Awards, o duo ganhou o prêmio de Best Pop Duo/Group Performance.

## Outros empreendimentos

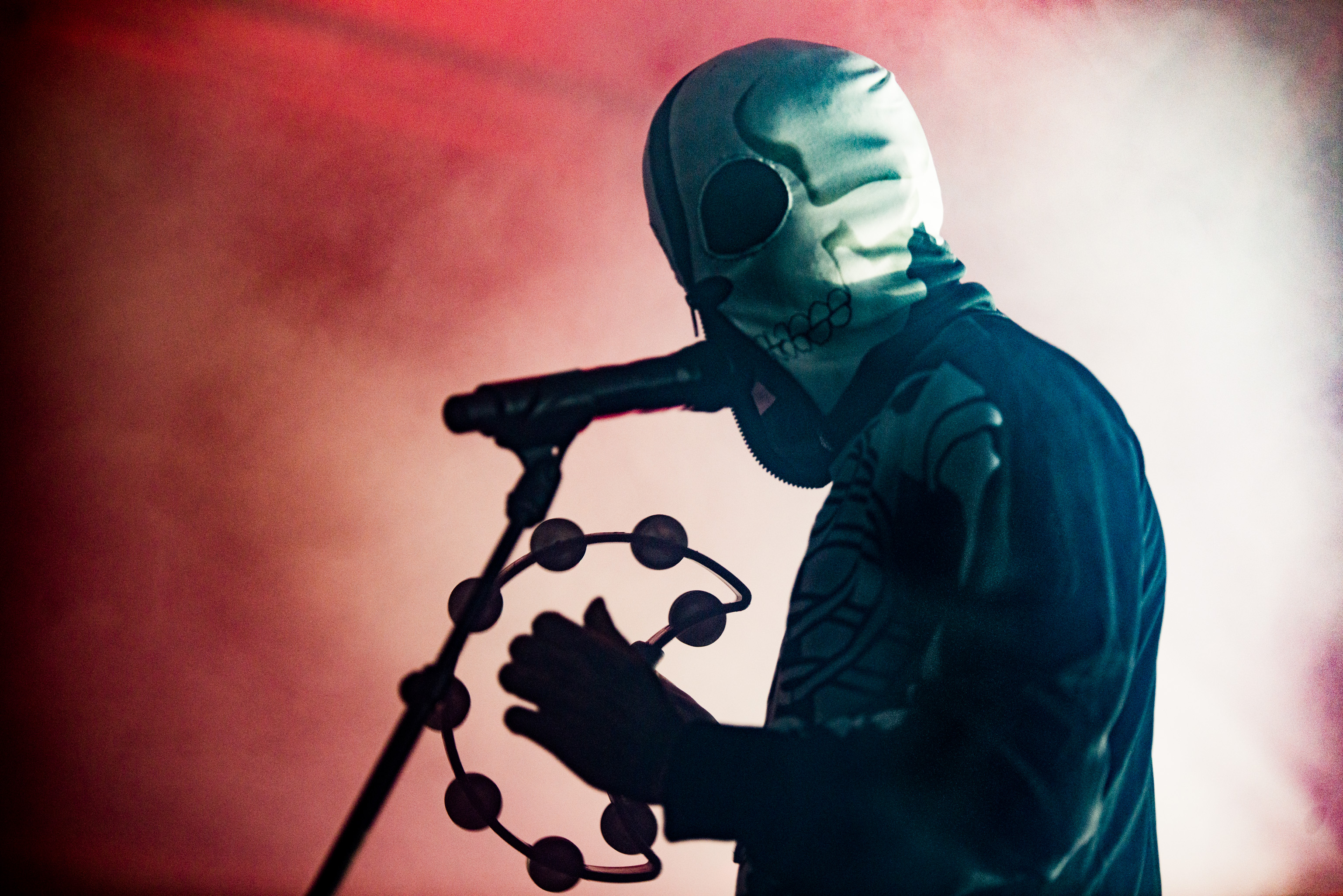
Tyler em um show com seu "traje" de esqueleto

Tyler teve um projeto solo onde lançou um álbum intitulado No Phun Intended. O lançamento ainda está disponível para fins de audição em sua conta no PureVolume. O álbum foi gravado no ano sênior de Tyler no ensino médio, de 2007-2008, em seu porão. A música "Save", fora do lançamento, foi refeito e lançado como um download gratuito por algum tempo no site oficial da Twenty One Pilots antes de ser puxado. Uma canção intitulada "Whisper" de sua carreira solo também foi lançada na internet.
Em 2010, Tyler foi apresentado na canção "Live" pelo rapper cristão Joseph Michael Langston (mais conhecido por seu nome artístico Jocef), que é um amigo de Tyler da faculdade, juntamente com outros dois rappers, Juda e Alon. A música é a faixa de abertura do álbum de estreia do Jocef, In Search Of: L.O.V.E. A trilha foi co-escrita por Tyler Joseph e Jocef. Jocef finalmente retornou o favor um ano mais tarde, sendo destaque na canção "Be Concerned" do álbum Regional at Best da banda Twenty One Pilots de 2011.
Em 2011, Tyler foi também a estrela principal no episódio de três episódios da Igreja Five14 intitulado "The (moderately inspiring tale of the) Longboard Rodeo Tango". De acordo com o mockumentary, Joseph era um interno na igreja naquele tempo.
Em 2012, Joseph foi apresentado em um vídeo de conscientização de uso da Internet intitulado "What's Your Story?" pelo Mark C. Eshleman (o produtor de vários videoclipes do Twenty One Pilots) para um concurso anual feito pela Trend Micro, também chamado What's Your Story? A sala usada no vídeo é a mesma sala em que o vídeo original da música "House of Gold" foi filmado.
Em 24 de dezembro de 2013, véspera de Natal, Tyler Joseph participou e cantou "O come, O come, Emmanuel" no "Christmas With the Stars" da Igreja Five14 em New Albany, Ohio. O vídeo oficial da performance foi enviado para o YouTube em 14 de fevereiro de 2014. Ele também realizou um segmento mágico com o anfitrião da igreja e mestre de cerimônias, David McCreary para o show.
Tyler também contribuiu para algumas faixas para os álbuns da Igreja Five14 worship pela banda gospel, Whittaker.
Em dezembro de 2014, Tyler contribuiu com vocais para a música "Sickly Sweet Holidays" de Dallon Weekes baixista da banda Panic! at the Disco.

## Vida pessoal

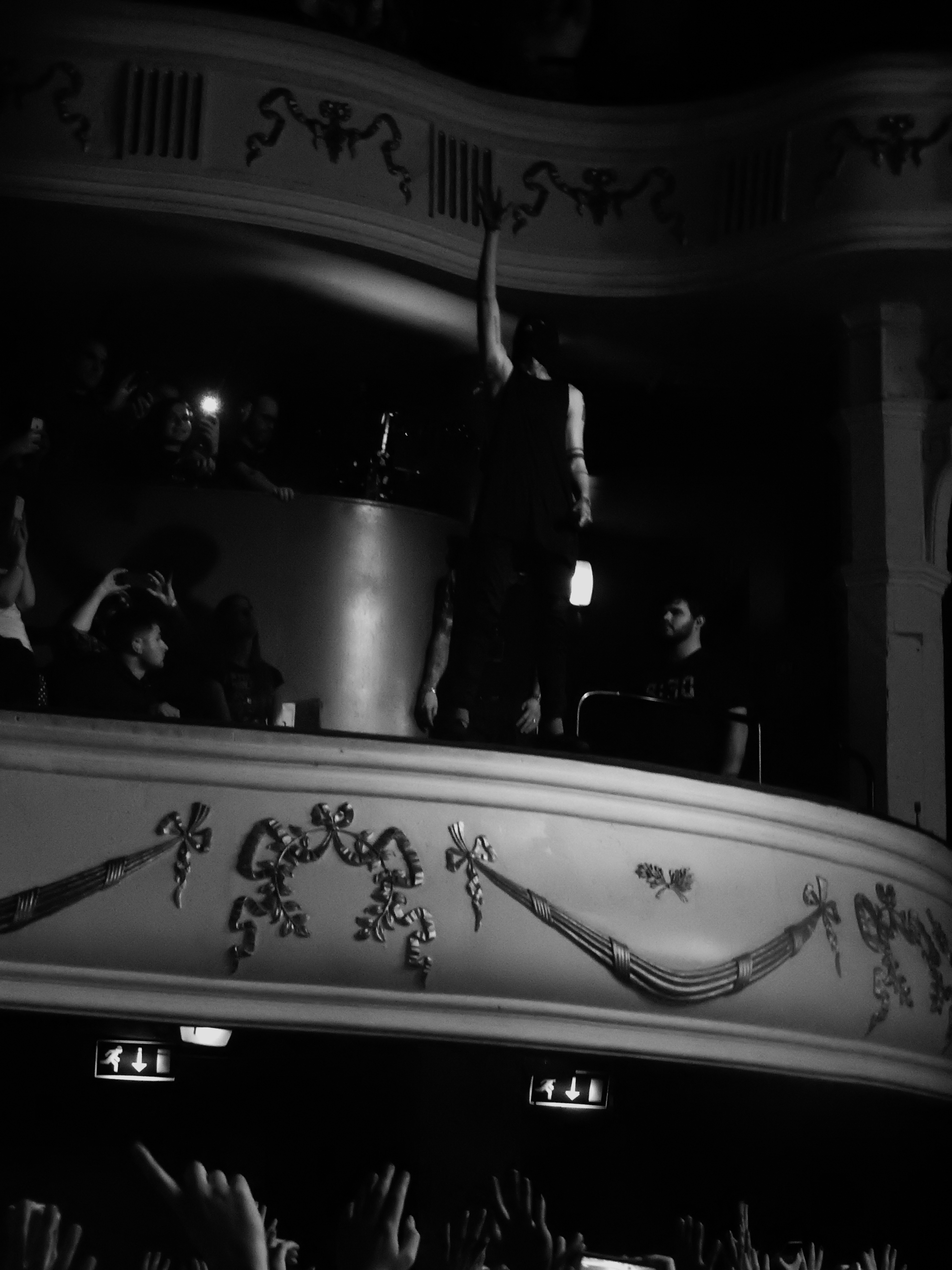
Tyler em um show ao vivo em 2016

Tyler é um praticante do cristianismo, mas diz que sua fé não possui influencia nas músicas que ele escreve.
Ele se casou com Jenna Black em 28 de março de 2015, depois de se envolverem em 2014.
Sua primeira exposição real à música foi com o grupo Christian hip hop DC Talk.
Tyler tem uma tatuagem de três partes que representa "algo que salvou sua vida". Embora seja assumido que trata de sua fé cristã, Tyler tem sido específico sobre o fato de que ele não quer o significado de suas tatuagens espalhados pela internet. No entanto, ele comentou algumas vezes que ele está disposto a dizer a algumas pessoas "conhecidas", se elas decidissem perguntar pessoalmente.
Tanto Tyler como o baterista da Twenty One Pilots, Josh Dun, têm uma tatuagem com a letra "X", simbolizando sua dedicação aos fãs de sua cidade natal de Colombus, Ohio. Eles fizeram a tatuagem no palco durante um show na Lifestyle Communities Pavilion em 26 de abril de 2013. A de Tyler está localizada em seu bíceps direito e a de Josh está localizada em seu pescoço, atrás de sua orelha direita.
Em 7 de setembro de 2019, Tyler anunciou no Lollapalooza em Berlim que sua esposa estava grávida de seu primeiro filho. No dia 9 de fevereiro de 2020, sua filha, Rosie Robert Joseph, nasceu em Ohio.

## Discografia
com Twenty One Pilots
como artista solo
| Título           | Detalhes do álbum                                                   |
| ---------------- | ------------------------------------------------------------------- |
| No Phun Intended | - Lançamento: 2007 - Empresa: Self-released - Formato: Apenas ouvir |

## Prêmios e indicações
| Ano  | Cerimonia     | Prêmio                             | Indicação                  | Resultado | Referências |
| ---- | ------------- | ---------------------------------- | -------------------------- | --------- | ----------- |
| 2017 | Grammy Awards | Record of the Year                 | "Stressed Out"             | Indicado  | [ 28 ]      |
| 2017 | Grammy Awards | Best Pop Duo/Group Performance     | "Stressed Out"             | Venceu    | [ 28 ]      |
| 2017 | Grammy Awards | Best Rock Performance              | "Heathens"                 | Indicado  | [ 28 ]      |
| 2017 | Grammy Awards | Best Rock Song                     | "Heathens" (as songwriter) | Indicado  | [ 28 ]      |
| 2017 | Grammy Awards | Best Song Written for Visual Media | "Heathens" (as songwriter) | Indicado  | [ 28 ]      |